# Ieremia Tabai
Ieremia Tabai, född 16 december 1950, och var den förste presidenten i Kiribati efter landets självständighet från Storbritannien 1979. 1978-1979 var han regeringschef (försteminister), och president från 12 juli 1979 till 10 december 1982 samt från 18 februari 1983 till 4 juli 1991.